# Hemiramphus
Hemiramphus è un genere di pesci ossei marini appartenente alla famiglia Hemiramphidae.

## Distribuzione e habitat
Il genere si trova in tutti i mari e gli oceani tropicali. Nel mar Mediterraneo è presente H. far, lessepsiano, diffuso nel bacino orientale. Sono pesci pelagici molto costieri.

## Specie
- Hemiramphus archipelagicus
- Hemiramphus balao
- Hemiramphus bermudensis
- Hemiramphus brasiliensis
- Hemiramphus convexus
- Hemiramphus depauperatus
- Hemiramphus far
- Hemiramphus lutkei
- Hemiramphus marginatus
- Hemiramphus robustus
- Hemiramphus saltator[1]